# Acetogenesi
L'acetogenesi è un processo attraverso il quale l'acetato viene prodotto dalla CO2 e da una fonte di elettroni (ad esempio: H2, CO, formiato, ecc.) da parte di batteri anaerobici attraverso la via acetil-CoA o Wood-Ljungdahl riduttiva. Le diverse specie batteriche che sono in grado di acetogenesi sono denominate collettivamente acetogeni. Alcuni acetogeni possono sintetizzare l'acetato in modo autotrofico da anidride carbonica e gas idrogeno.

## Scoperta
Nel 1932 furono scoperti organismi che potevano convertire il gas idrogeno e il biossido di carbonio in acido acetico. Il primo batterio acetogenico, il Clostridium aceticum, fu scoperto nel 1936 da Klaas Tammo Wieringa.
Una seconda specie, la Moorella thermoacetica, ha suscitato grande interesse quando è stata isolata per la sua capacità di convertire il glucosio in tre moli di acido acetico.

## Biochimica
Il precursore dell'acido acetico è il tioestere Acetil-coenzima A. Gli aspetti chiave della via acetogenica sono diverse reazioni che includono la riduzione del biossido di carbonio al monossido di carbonio e l'attacco del monossido di carbonio a un gruppo metilico. Il primo processo è catalizzato da enzimi chiamati monossido di carbonio deidrogenasi. L'accoppiamento del gruppo metilico (fornito dalla metilcobalamina) e il CO è catalizzato da acetil CoA sintetasi. 
2 CO2 + 4 H2  →  CH3COOH + 2H2O

## Applicazioni
Il metabolismo unico degli acetogeni ha un significato negli usi biotecnologici. Nelle fermentazioni di carboidrati, le reazioni di decarbossilazione implicano la perdita di carbonio in anidride carbonica. Questa perdita è un problema con un aumento della necessità di ridurre al minimo le emissioni di CO2, così come una concorrenza di successo per i combustibili fossili con produzione di biocarburanti limitata dal valore monetario. Gli acetogeni possono fermentare il glucosio senza alcuna emissione di CO2 e convertirlo in 3 acetati, che possono teoricamente aumentare la resa del prodotto del 50%. L'acetogene non sostituisce la glicolisi con una via diversa, ma è piuttosto utilizzata catturando CO2 dalla glicolisi e trasferendola attraverso l'acetogenesi.